# Pönologie
Pönologie oder Sanktionsforschung ist als Teilbereich der Kriminologie die Wissenschaft von den Sanktionen und Strafen. Pönologie im engeren Sinne kann mit Gefängnisforschung gleichgesetzt werden. Der Begriff Neue Pönologie (englisch new penology) wird dagegen zur Beschreibung aktueller Formen sozialer Kontrolle verwendet.

## Entwicklung der Pönologie
Vorläufer der Pönologie war im deutschen Sprachraum die relativ weit entwickelte Gefängniskunde als Lehre von den „Gefängnisanstalten und dem Leben in ihnen“ und von der „Durchsetzung des Erziehungsstrafvollzugs“. Die ersten systematischen Vorlesungen zu solcher Gefängniskunde wurden 1828 von Nikolaus Heinrich Julius veröffentlicht.
Die Bezeichnung Pönologie stammt vom Lateinischen poena („Pein, Buße, Strafe“), daher die frühere Schreibweise Poenologie. Der Begriff wurde, so vermutet Günther Kaiser, kriminologisch erstmals von Francis Lieber in dessen Schrift A popular essay on subjects of penal law, and on uninterrupted solitary confinement (1838) verwendet. Franz von Liszt betrachtete Kriminologie und Pönologie – neben der Strafrechtsdogmatik und der Kriminalpolitik – als gleichrangige Aufgaben der von ihm so benannten  gesamten Strafrechtswissenschaft. Aber die Annahme, dass man Straftäter erst kennen müsse, bevor man sich mit ihrer zweckmäßigen Behandlung auseinandersetze, führte in der deutschsprachigen Kriminologie zu einer Vernachlässigung der Pönologie zugunsten der tat- und täterorientierten Forschung. Bis nach dem Zweiten Weltkrieg gab es keine systematische und empirisch angelegte Sanktionsforschung. Das änderte sich erst zu Zeiten der Großen Strafrechtsreform in den 1950er und 1960er Jahren.

### Alte Pönologie
Den Kern der herkömmlichen Pönologie bildet die Erforschung von Freiheitsstrafen und freiheitsentziehenden Maßregeln. Ihr zentrales Forschungsproblem ist das grundlegende „Dilemma des Strafvollzuges“, das auf divergierenden Erwartungen basiert, die gleichzeitig erfüllt werden sollen, obwohl sie sich ausschließen. Einerseits soll die Gesellschaft vor gefährlichen Straftätern geschützt werden (Sicherheitsaspekt), andererseits sollen die Inhaftierten resozialisiert werden. Das zweite Ziel erfordert jedoch eine Aufrechterhaltung bzw. Einübung sozialer Verhaltensweisen, die im Strafvollzug im Rahmen der Prisonisierung gerade verlernt werden können.
Weitere Themen der Pönologie (bzw. Sanktionsforschung) sind organisationssoziologische Fragen des Strafvollzugssystems sowie die Vollzugsprognoseforschung.

### Neue Pönologie
Im Gegensatz dazu ist die Neue Pönologie mit Techniken des Identifizierens, Klassifizierens und Managens von Bevölkerungsgruppen gemäß ihrer vermuteten Gefährlichkeit befasst. Thema der neuen Pönologie ist damit nicht die Besserung von Individuen, sondern das „Gefährlichkeitsmanagement“. Dessen Ziel sei nicht die „gerechte Strafe“, sondern Exklusion durch „gerechtfertigte Einsperrung“.